# Brignoliella trifida
Brignoliella trifida är en spindelart som beskrevs av Pekka T. Lehtinen 1981. Brignoliella trifida ingår i släktet Brignoliella och familjen Tetrablemmidae. Inga underarter finns listade.